# Josep Mas "Kitflus"
Josep Mas Portet (Mollet del Vallés, Barcelona, 6 de julio de 1954), conocido artísticamente como Josep Mas "Kitflus", es un músico, compositor e intérprete español.

## Trayectoria artística
Con tan sólo 6 años se inició en la música, a los 13 formó parte de varios grupos como "Los Estoicos", "Cuarto Mundo" y "Proyecto A". Con 16 años se une al grupo del cantante Tony Ronald, donde recibe el apodo de "Kitflus". Formó parte también del grupo "Nubes Grises". 
En 1974 forma la banda Iceberg con el guitarrista Max Sunyer, Primitivo Sancho (bajo), Jordi Colomer (batería) y Ángel Riba (voz y saxo), grabando su disco debut Tutankhamon, posteriormente pero ya sin cantante graban el disco Coses nostres en 1976, Sentiments en 1977, Icèberg en directe en 1978 y finalmente Arc-en-ciel en 1979. 
Entre Iceberg y su nueva aventura, Kitflus editaría un disco en solitario que a día de hoy no se ha hecho público, donde colaboraron Max Sunyer, Santi Arisa, el bajista Carles Benavent, el percusionista Tito Duarte y la colaboración del trompetista José Luis Medrano. También dio algún que otro concierto demoledor en dúo con Santi Arisa, y participó en el efímero grupo de directo "Funky-jazz 80".
En 1982, Max Sunyer y Kitflus formarían Pegasus, un grupo más cercano en sus planteamientos al jazz que la faceta roquera y fusionadora de Iceberg. Contaron con Rafael Escoté al bajo y Santi Arisa a la batería. Su primer trabajo de un total de siete se tituló Nuevos Encuentros, luego vendrían Comunicación, Festival de Montreaux, Searching, Berlin: Simfonia d'una gran ciutat, Cóctel, El setè cercle y en 1997 Selva pagana. 
Josep Mas "Kitflus" además colaboró en los discos de su amigo Max Sunyer: Babel, Jocs privats y Nómadas; con Guadalquivir en Camino del concierto; con el violinista Mantequilla (Salvador Font, el padre) en el disco del mismo nombre; con Josep Maria Bardagí en el fugaz grupo "Teverano" (1981), junto con Pere Bardagí (violín y violín eléctrico), Jordi Clúa (bajo eléctrico y contrabajo) y Francesc Rabassa (batería), todos ellos músicos de Joan Manuel Serrat; con Santi Picó; con Alameda en Dunas; y con Tito Duarte en su disco I'm the boss. 
Ha colaborado también como arreglista con cantantes y grupos tan populares como Mari Trini, Joan Baptista Humet, Pasión Vega, Sergio Dalma, Lolita, Mecano, Orquesta Mondragón, Los Amaya, Babel, Manzanita, Moncho, Pedro Guerra o Joana Mas. En 1992, junto a Joan Albert Amargós, hizo los arreglos del último disco de Camarón de la Isla, titulado Potro de rabia y miel. 
A partir de ahí inicia una fértil colaboración con Joan Manuel Serrat como arreglista, estrenándose en el CD Utopía, aunque es bien cierto que esta colaboración ya había empezado en los años 70, con Kitflus tocando el sintetizador Moog. Ya en los años 80 acompaña a Joan Manuel Serrat como músico en sus giras, y participa en sus discos Tal com raja (1980), En tránsito (1981), Utopía (1992), Nadie es perfecto (1994),  Banda sonora d'un temps, d'un país (1996), Sombras de la China (1998) y Cansiones (2000), y hace parte de los arreglos del disco Mô (2006) al teclado. 
Más tarde, Kitflus crea junto a Joan Surribas la productora KS, compone la música de la clausura de los Juegos Olímpicos de Seúl, bandas sonoras para películas como "Soldados de Plomo", "Historias de la puta mili", para programas de televisión como "Rockopop" de TVE, "Club Super 3" de TV3 o la telenovela "Poblenou". Kitflus tiene una productora de música denominada Sulftik SL en la que se llevan a cabo producciones discográficas, música para publicidad, sintonías para televisión y cine. Además, Kitflus sigue su actividad artística como intérprete de jazz y colaborando en discos de otros artistas, además de participar en la última gira mundial del cantautor catalán Joan Manuel Serrat titulada "Antología desordenada".  Como fuente de ingresos no le viene mal firmar los arreglos musicales del programa de TVE "Mira quién baila".
En 2007, Kitflus vuelve a participar en la reunión artística del grupo Pegasus con varios conciertos en directo, así como la grabación en 2008 de un DVD y el lanzamiento de una caja con toda su discografía (nueve CD). En 2020 el grupo se despidió definitivamente.
En 2016 publicó el disco Las canciones de Serrat sin Serrat (Picap) junto al también pianista Ricard Miralles, versiones a dos pianos de catorce temas de Serrat.
En noviembre de 2023 presenta en la Sala Luz de Gas de Barcelona (55 Festival de Jazz de Barcelona) un repertorio diverso con la "Kitflus Ensemble", acompañado por el cuarteto formado por Olvido Lanza (violín), Andrea Beatrice (violín), Uixi Amargós (viola) y Alba Haro (violoncelo).